# Holenmees
De  holenmees (Pseudopodoces humilis) is een zangvogel uit de familie Paridae (mezen). Deze mees werd lange tijd niet als een vertegenwoordiger van de familie van de mezen gezien maar als een kraaiachtige, Podoces, met 'holengaai' als Nederlandse naam.

## Kenmerken
De vogel is 19 tot 20 cm lang en weegt 42,5 tot 48,5 gram. Deze vogel lijkt meer op een kraaiachtige vogel dan op een mees. Hij is echter veel kleiner en heeft het formaat van een huismus en hij lijkt qua gedrag op een tapuit. De vogel heeft een gebogen snavel, net als een alpenkraai. De holenmees is verder onopvallend gekleurd grijs beige-bruin van onder en van boven wat donkerder reebruin. De kop is van boven even donker als de rugzijde, onder het oog is de kop wat lichter, zodat de indruk van een kopkap ontstaat, zoals bij mezen. De poten en de snavel zijn zwart. Er is geen verschil tussen het mannetje en het vrouwtje.

## Verspreiding en leefgebied
Deze vogel komt voor in het zuidwesten en midden van China (Tibet), zuidoost Ladakh, het noorden van Nepal en Sikkim op hoogvlakten die liggen tussen ongeveer 3000 en 5500 m boven de zeespiegel. Het leefgebied bestaat uit boomloze steppen, rotsige berghellingen met verspreid lage vegetatie boven de boomgrens. Vaak in de weidegebieden van vee (jaks) en daardoor ook bij menselijke nederzettingen zoals kloosters.

## Status
De grootte van de populatie is niet gekwantificeerd. Men veronderstelt dat de soort in aantal stabiel is. Om deze redenen staat de holenmees als niet bedreigd op de Rode Lijst van de IUCN.